# Hotel Barceló Bilbao Nervión
El Hotel Barceló Bilbao Nervión es un hotel de cuatro estrellas situado en el paseo Campo de Volantín de la villa de Bilbao, al lado del Ayuntamiento, frente a la ría.

## Historia
El hotel, de 4 estrellas y 350 habitaciones, fue ampliamente reformado entre el 2013 y el 2015. Se sitúa en pleno centro de Bilbao, junto al Ayuntamiento, y próximo al Museo Guggenheim, el Casco Viejo y la Gran Vía.

## Edificios y ubicaciones adyacentes
- Ayuntamiento de Bilbao
- Zubizuri
- Isozaki Atea
- Avenida Abandoibarra
- Museo Guggenheim Bilbao
- Gran Vía de Don Diego López de Haro
- Casco Viejo

## Comunicaciones
- Estaciones del Zazpikaleak/Casco Viejo y Abando del metro de Bilbao.